# Chu Bá Nam
Chu Bá Nam (5 tháng 6 năm 1944 – 28 tháng 7 năm 2022) là dược sĩ, chuyên gia về hương liệu và là nhà văn. Ông từng là cán bộ nghiên cứu và giảng dạy ở Trường Đại học Dược Hà Nội. Sau khi tu nghiệp tại Bulgaria, ông về nước, rồi chuyển vào thành phố Đà Lạt công tác trong ngành dược liệu. Ông từng là chủ nhiệm khoa Dược bệnh viện Y học Cổ Truyền Phạm Ngọc Thạch Lâm Đồng. Ngoài công việc nghiên cứu dược liệu, ông còn tham gia sáng tác truyện ngắn, thơ và kịch bản phim. Ông là thành viên của Hội Văn Học Nghệ Thuật Tỉnh Lâm Đồng từ những ngày đầu thành lập Hội và tham gia vào ban biên tập tạp chí Lang Bian Lưu trữ ngày 15 tháng 8 năm 2022 tại Wayback Machine từ năm 1987. 

## Cuộc đời
Chu Bá Nam sinh ngày 5 tháng 6 năm 1944 tại thôn Mật Ninh, xã Quảng Minh, huyện Việt Yên, tỉnh Bắc Giang. Ông học phổ thông tại trường Hàn Thuyên, Bắc Ninh rồi theo học đại học tại Đại học Dược Khoa Hà Nội. Sau khi tốt nghiệp, ông được phân công lên Tây Bắc để tìm kiếm và phát triển nguồn dược liệu, chủ yếu là cây bạc hà để chiết xuất tinh dầu phục vụ cho ngành y tế.   
Ông được mệnh danh là "Vua bạc hà" vì cả một đời nghiên cứu và chiết suất các loại tinh dầu, chủ yếu là tinh dầu bạc hà.  
Ông mất ngày 28 tháng 7 năm 2022 tại Đà Lạt, hưởng thọ 78 tuổi.  

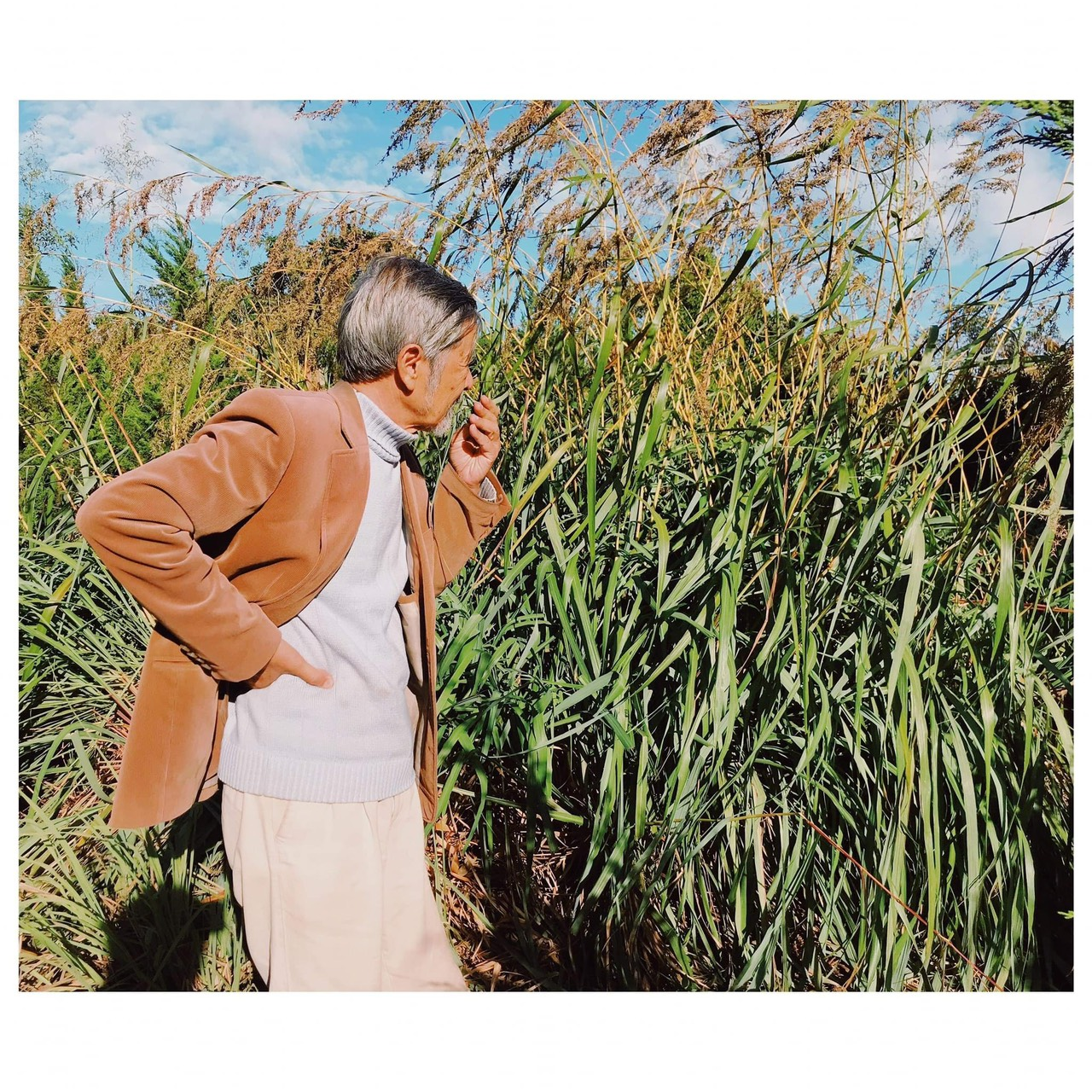

## Tác phẩm chính
- Tiểu thuyết «Ngoài phòng thí nghiệm»[2], xuất bản 1981, Nhà xuất bản Phụ nữ.
- Tập truyện ngắn và ký «Chốn sương mù»[3], xuất bản 2000, tái bản 2003, Nhà xuất bản Văn hóa dân tộc.
- Tập truyện ngắn «Khúc nhạc chiều»[4], xuất bản 2005, Nhà xuất bản Hội Nhà văn.
- Tập truyện ngắn «Phép màu»[5], Nhà xuất bản Văn học ấn hành năm 2013.
- Tập truyện ngắn «Khi hoa cúc nở»[6], xuất bản 2017, tái bản 2019,  Nhà xuất bản Hội Nhà văn.
- Kịch bản phim truyện «Duyên phận»[7], xuất bản 2019, Nhà xuất bản Hội Nhà văn.
- Tập truyện ngắn «Mùa người»[8], xuất bản 2022, Nhà xuất bản Hội Nhà văn.

## Một số truyện ngắn và ký tiêu biểu
| - "Vua rắn" - "Nước mắt rơi trên tuyết" - "Giám thị" - "Bài học dành cho người lớn" - "Kỵ sĩ ngã ngựa" - "Thiên đường của chiến tranh" - "Thi nhân" - "Người săn đồ cũ" - "Lỡ cái hôn đầu" - "Vầng trăng ký ức" - "Ấn tượng đầu đời" - "Con chữ và xác chữ" - "Mưa tình nhân" - "Thơ tặng nàng" - "Sự đời" - "Mùa người" |  |  | - "Nghị án đời người" - "Hotel Bồng Lai" - "Độc thoại của đất" - "Hạnh phúc thì thầm" - "Biệt thự Tithonia" - "Chốn bình yên" - "Logic của rượu" - "Bài diễn văn không đọc" - "Thư cho Ni cô" - "Bài hát còn xanh" - "Phiên tòa về một mũi tiêm" - "Vẫn người xưa ấy" - "Trẻ con mới làm được" - "Cái gì nó cũng biết" - "Nữ hoàng nông sản ế" - "Sóng Tây Hồ" |  |  | - "Chị Xoan" - "Nghị án trên giường bệnh" - "Hoa cho ai" - "Sướng chưa mèo ơi!" - "Lão Dê" - "Hoa nở trong giông bão" - "Cổ tích" - “Diêu bông của chàng”, viết về GSTS Đỗ Tất Lợi - "Ngày này năm ấy…" - "Góc ngái ngủ của Paris" - "Cây "từ điển ca khúc cách mạng" - "Gặt với sao mai, chân dung làng Việt" - "Ở đâu thơ ơi" - "Người hát Quốc ca Liên Xô lời Việt" - "“Bắt mạch” đạo diễn Đặng Nhật Minh" - "Một thương binh mù sáng mắt" |

## Quan điểm
| “                                                                                            | Văn là người, muốn tài cao thì đức phải dày. Nói nhiều người đức kém mà văn vẫn hay, tôi không tin. Chẳng qua quan niệm về cái hay chưa đúng, hoặc cái đức chưa hẳn đã kém. Vẫn một người, vào những năm tháng sống đẹp văn cũng khác, có thể đẻ ra linh tự, khiến người thân phải ngạc nhiên; rồi vì một lý do nào đó sống khác đi, suy nghĩ khác đi, xoay sang vun vén cho mình, thế là văn lại trở thành tầm thường. Nhà văn mang nặng những ẩn ức, có trách nhiệm với cộng đồng, vì thế có nhu cầu giãi bày, tâm sự, đưa ra thông điệp mà mình cho là có ý nghĩa. Ẩn ức càng lớn, càng gần với nỗi lòng kẻ khác thì thông điệp được tiếp nhận và có sức lan tỏa. Viết cái gì muốn thành công vẫn phải có bóng dáng mình trong đó. Để nâng cao chất lượng tác phẩm, không ai khác là chúng ta, những chủ thể sáng tạo. Đương nhiên cầm bút thì ai cũng trăn trở, cố sống, cố học hỏi, lầm lũi viết, nhưng tài năng chỉ có giới hạn, nếu không viết được nhiều thì ta viết ít, viết kỹ để trang văn khỏi bị loãng. Suy nghĩ về mình để sống vì người, rung động thực sự và không xa rời Chân - Thiện - Mỹ mãi mãi là cách tốt nhất để đẻ ra những tác phẩm có giá trị. | ” |
| — Nhà văn Chu Bá Nam, Hội thảo nâng cao chất lượng sáng tạo văn học nghệ thuật Lâm Đồng 2013 | |   |

| “                                                                                     | Cả cuộc đời tiếp xúc với chai lọ, mỗi khi nhìn ngắm chai lọ, tôi cảm thấy lòng mình thật nhẹ nhõm, thanh thản và thấy vơi đi những âu lo đời thường, và nảy ra ý định thu gom lại. ... Mỗi chai lọ tự nó đã ghi dấu những kỷ niệm và dấu ấn của thời gian. Mình chỉ thu gom lại như lưu giữ những tác phẩm nghệ thuật đích thực bị tản mác đâu đó, nay tập hợp lại để có "một tiếng nói chung" sâu rộng hơn mà thôi. | ” |
| — Nhà văn Chu Bá Nam chia xẻ về thú sưu tầm chai lọ bằng thủy tinh trong suốt của ông | |   |

| “                                                                                            | Thế nào là tác phẩm có chất lượng? Theo tôi ở đây chủ yếu là chất lượng nghệ thuật, khả năng lay thức, phát cảm công chúng khi thưởng thức, đón nhận đến đâu mới là thước đo của chất lượng tác phẩm. Tác phẩm hay như cô gái đẹp, không cần phải thuyết minh, phiên dịch. Cũng tương tự một giọng hát cất lên, đám đông nín thở lắng nghe. Đọc thơ phải kêu gào trật tự là thơ dở. Tôi nghĩ, nên dành nhiều thời gian cho một tác phẩm, không nên dàn trải. Tiết kiệm thông điệp và chắt chiu chất liệu, nuôi dưỡng phát triển cảm xúc, sống trong không khí thai nghén tác phẩm đến khi nó buộc phải ra đời là hạnh phúc sáng tạo nghệ thuật của người nghệ sĩ. Nhiều truyện ngắn có nội dung tốt, tình tiết hay nhưng cảm xúc người cầm bút chưa tới, khiến chữ nghĩa không đắt, thiếu khả năng truyền cảm thì tác phẩm ấy khoan hãy ra đời. Nhà nước cho tiền sáng tác, rồi lại sử dụng mặc dù biết chất lượng chưa cao. Ta nợ dân tộc mình, nhân dân mình quá nhiều vì chưa đủ tài. Hiện thực có mặt trái của nó, với nỗi buồn sâu sắc, có tính xây dựng sáng tác vẫn hay; còn ấm ức, bực dọc, chửi bới sao có thể gọi là nghệ thuật. Tầm vóc tác phẩm nghệ thuật là tầm vóc tác giả. Đã là nghệ sĩ ít nhiều cũng có chút tài, nhưng chưa lớn ở ngay trong cách nhìn nhận, ứng xử hàng ngày thì khó bứt phá trong lao động nghệ thuật để có thể gặt hái thành quả. Cuộc sống rất đẹp, con người rất đẹp, văn nghệ sĩ sáng tác văn học nghệ thuật để trả nợ đời, nếu không “đẻ” ra được những tác phẩm xứng đáng thì ít nhất cũng là “tận nhân lực” để “tri thiên mệnh”. | ” |
| — Nhà văn Chu Bá Nam, Hội thảo nâng cao chất lượng sáng tạo văn học nghệ thuật Lâm Đồng 2016 | |   |

## Đánh giá
| “                                                                       | Anh đúng và thiêng như tinh dầu chưng cất/nơi tin yêu níu vịn của bao người/ấm áp sẻ chia gió sương năm tháng/tự khuất mình vào góc thảnh thơi. | ” |
| — Là anh, trích từ tập “Lặng lẽ phố sương” của nhà thơ Vương Tùng Cương | |   |

| “                | Phải nói Chu Bá Nam vốn là nhà khoa học nên giọng văn của ông cũng khoa học và trật tự đầy khuôn khổ. Văn của ông chỉn chu, kiệm lời nhưng trau chuốt, gọt giũa chính xác đến từng chi tiết nhỏ: không thừa, không thiếu một câu hay một chữ nào. Văn của ông gọn, sắc và giàu ý nghĩa nhân sinh như chính con người ông vậy. | ” |
| — Nhà thơ Lê Hòa | |   |

| “                    | “Khi hoa cúc nở” gồm hai mươi ba câu chuyện là những lát cắt gọn và sắc về nhân sinh. Có thể hiểu đây là sự chưng cất của tài hoa, kiến văn rộng, sự trở trăn mười năm chiêm nghiệm của một người sống tinh tế và nhân ái. Sự cuốn hút của truyện còn ở chỗ, ngôn ngữ linh hoạt, hình tượng sinh động, điềm tĩnh trong trần thuật, chân phương trong thể hiện. Những áng văn thấm đẫm triết lý nhân sinh mà vị tha cao cả. Người đọc văn Chu Bá Nam được phiêu qua nhiều tầng, nương theo thời gian đan cài và men theo không gian chồng lấn, và cả những dây nhợ trong quan hệ đời thường gần gũi, biến cải nhiều cung bậc tế vi, có yêu và ghét, có thương và giận, có trăn trở và ám ảnh… | ” |
| — Nhà báo Tĩnh Xuyên | |   |

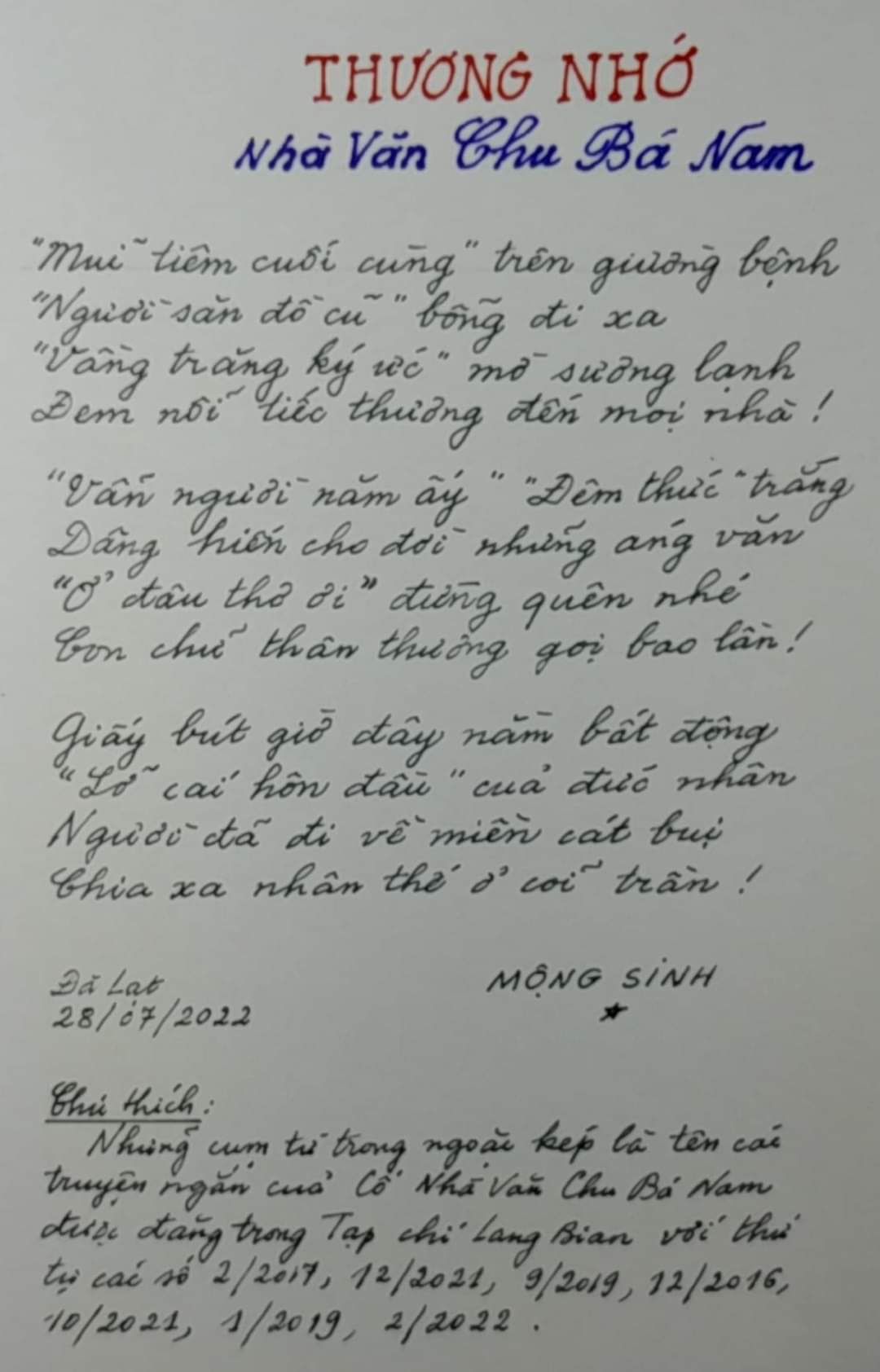

| “                                                  | "Mũi tiêm cuối cùng" trên giường bệnh "Người săn đồ cũ" bỗng đi xa "Vầng trăng ký ức" mờ sương lạnh Đem nỗi tiếc thương đến mọi nhà! "Vẫn người năm ấy" "Đêm thức trắng" Dâng hiến cho đời những áng văn "Ở đâu thơ ơi" đừng quên nhé Con chữ thân thương gọi bao lần! Giấy bút giờ đây nằm bất động "Lỡ cái hôn đầu" của đức nhân Người đã đi về miền cát bụi Chia xa nhân thế ở cõi trần. | ” |
| — Thương nhớ nhà văn Chu Bá Nam, nhà thơ Mộng Sinh | |   |

## Giải thưởng
- Giải nhất cuộc vận động sáng tác «Hình ảnh người cán bộ y tế trong chiến tranh» do Bộ Y tế và Hội Nhà văn Việt Nam phối hợp tổ chức năm 1972-1974 cho tiểu thuyết «Ngoài phòng thí nghiệm»[2].
- Giải khuyến khích «Giải thưởng Văn học, nghệ thuật tỉnh Lâm Đồng lần thứ II» cho tập truyện ngắn "Khi hoa cúc nở"[63]

## Các công trình khoa học đã công bố
- Chu Bá Nam, Đỗ Tất Lợi, Đào Thuý Phi, Nguyễn Thu Hường & Vũ Kim Thành (1974). Sơ bộ điều tra bạc hà hoang dại ở Lào Cai, Lai Châu và Sơn La. Tạp chí Dược học, 6(1974): 13-15.
- Chu Bá Nam, Đỗ Tất Lợi, Đào Thuý Phi, Nguyễn Quang, Lã Văn Kỳ & Lê Văn Canh (1975). Nghiên cứu đưa vào trồng trọt một số loài bạc hà hoang dại. Tạp chí Dược học, 2(1975): 4-7.
- Chu Bá Nam, Đỗ Tất Lợi (1979). Một số chủng hoá học của mentha Tây Bắc Việt Nam. Tạp chí Dược học, 2(1979): 15-18.
- Chu Bá Nam, Nguyễn Xuân Dũng & Phạm Hùng Việt (1981). Phân tích tinh dầu bạc hà bằng sắc ký khí. Tạp chí Dược học, 3(1981): 15-18.
- Chu Bá Nam, Đỗ Tất Lợi & Phạm Văn Khiển (1983). Góp phần nghiên cứu chọn giống bạc hà. Tạp chí Dược học, 3(1983): 16-18.
- Chu Bá Nam, Đỗ Tất Lợi (1984). Một vài đặc điểm sinh thái, hình thái và hoá học của chủng bạc hà X2. Tạp chí Dược học, 4(1984): 6-9+29.
- Chu Bá Nam, Nguyễn Xuân Dũng, Phạm Thị Hoa & Đỗ Quang Huy (1986). Nhân giống bạc hà bằng thân mang lá. Tạp chí Dược học, 4(1986): 6-9.
- Chu Bá Nam, Nguyễn Xuân Dũng (1988). Tách và xác định các terpenôit bằng phương pháp sắc ký thành phần hoá học tinh dầu một loài mentha cho carvon. Tạp chí Dược học, 2(1988): 12-15.
- Chu Bá Nam, Nguyễn Xuân Dũng & Lê Xuân Hạc (1994). Các kết quả nghiên cứu về chùa dù (Elsholtzia blanda (Benth.) Benth.) của Việt Nam. Tạp chí Dược học, 6(1994): 14-15.
- Chu Bá Nam, Nguyễn Xuân Dũng (1999). Hoá phân loại mentha mọc hoang Việt Nam. Tạp chí Dược học, 4(1999): 7-9.
- ‪Petra Bombicz‬, Jürgen Buschmann, Peter Luger, Nguyễn Xuân Dũng & Chu Bá Nam (1999). Crystal structure of (1 R, 2 S, 5 R)-2-isopropyl-5-methyl-cyclohexanol,(−)-menthol. Zeitschrift für Kristallographie - Crystalline Materials, 214(7): 420-423.